# Predrag Đorđević
Predrag Đorđević (serbisch-kyrillisch Предраг Ђорђевић, griechisch Πρέντραγκ Τζόρτζεβιτς; * 4. August 1972 in Kragujevac, SFR Jugoslawien) ist ein ehemaliger serbischer Fußballspieler.
Er stand zuletzt beim griechischen Fußballverein Olympiakos Piräus unter Vertrag. Đorđević besitzt sowohl den serbischen als auch den griechischen Pass. Für die serbische Nationalmannschaft bestritt er 38 Länderspiele (Stand: 31. März 2009).
Er begann seine Fußballkarriere im Jahre 1987 beim FK Radnički Kragujevac. Im Jahr 1991 wechselte er zu Roter Stern Belgrad. Nach einem Jahr wechselte er nach Griechenland zum FC Paniliakos.
1996 entdeckte ihn der Fußballklub Olympiakos Piräus bei einem griechischen Pokalspiel. Er war jahrelang Kapitän des griechischen Serienmeisters. Djordjevic ist mit Olympiakos Piräus zwölffacher griechischer Meister (Rekordhalter in Griechenland) geworden. Er beendete nach der Saison 2008/09 seine Karriere.

## Erfolge
- Griechische Meisterschaft (12): 1997, 1998, 1999, 2000, 2001, 2002, 2003, 2005, 2006, 2007, 2008, 2009
- Griechischer Pokal: 1999, 2005, 2006, 2008, 2009